# Квинтилии
Квинти́лии — имя патрицианского рода (gens Quintilia), самая известная ветвь которого — Квинтилии Вары. Несмотря на древнее происхождение, эта семья не имела большого влияния. Единственный в роде, кто получил должность консула, был Секст Квинтилий Вар, консул в 453 году до н. э. В роду было множество преторов и других мелких государственных чиновников. Последний представитель рода, Публий Квинтилий Вар, погиб в 9 году в битве в Тевтобургском лесу, в связи с чем известно августово восклицание: «Квинтилий Вар, верни мне легионы!» (лат. «Quintili Vare, legiones redde!»).

## Примечание
1. ↑  Гай Светоний Транквилл. Жизнь двенадцати цезарей. Божественный Август, 23 (2).